# 太地喜和子
太地 喜和子（たいち きわこ、1943年12月2日 - 1992年10月13日）は、日本の俳優。旧芸名は志村 妙子（しむら たえこ）。東京都中野区出身。本名は同じ表記で、読みは「たいじ きわこ」。

## 来歴・人物
父親は和歌山県新宮市の出身。父は東京都の土木局に勤務していた。太地は自身の出生について「自分はさる事情から、生後すぐ実母との別離を余儀なくされ、養父母の元に引き取られたと高校在学中に知った」と談話している。
新宿区立牛込仲之小学校、千代田女学園中学校卒。松蔭高等学校在学中の1959年に、東映ニューフェイスの第6期に合格。同期には千葉真一・亀石征一郎・真山知子・茅島成美・新井茂子・都築克子らがいる。東映と専属契約し、当初は志村 妙子（しむら たえこ）名義で同社作品に出演していた。1962年に高校卒業後、1963年に東映を離れ、劇団俳優座養成所に入る。同期に俳優座花の15期生がおり、1年留年したため、16期生として卒業。『欲望という名の電車』の杉村春子の芝居に衝撃を受け、1967年文学座に入団した。同年、日活映画の『花を喰う蟲』に主演。その演技を新藤兼人監督に認められ、1968年の『藪の中の黒猫』に抜擢されると、全裸もいとわぬ演技で一躍有名になった。
舞台女優として、「杉村春子の後継者」として期待されていた。
私生活では、俳優座養成所時代からの同期だった秋野太作と1974年に結婚するも、短期間で離婚。その他三國連太郎、中村勘三郎、尾上菊五郎、志村けんとのロマンスが取り沙汰されたこともあったが、「私はサービス精神がある限り、見ている人にこの人は帰ったら所帯があると思わせてはいけない」というポリシーを持っており、離婚後は生涯、独身を通した。また当時の女優としては池波志乃らと共に大変な酒豪で鳴らした。「本当に愛したひとは三國さんだけ」と公言し、映画『飢餓海峡』のロケを追い俳優座を辞め北海道に渡ったが、左幸子演ずる杉戸八重に嫉妬し、数か月で俳優座に戻り女優一筋の道を選ぶ。その後文学座で加藤武に育てられる。その後、雑誌上で三國と最初で最後の対談をしているが、その場でも八重に対する猛烈な嫉妬心を語っている。
この頃から緑内障を患い、失明の恐怖にさいなまれるようになった。
1992年10月13日、静岡県伊東市での『唐人お吉』公演期間中の午前2時過ぎ、俳優三人が立ち寄ったスナックのママが運転する乗用車（トヨタ・スプリンターシエロ）が桟橋から海に転落する事故により死去。同乗者の外山誠二と大滝寛、および運転していたママは泳いで脱出したが、太地は泳げなかった上、乗車前に深酒をしていたことから生還できなかった。駆けつけた佐藤陽子は「死に顔は眠っているようだった」と語っている。48歳没。墓所は豊島区勝林寺。
太地の事故死直後、プライベートでも親友だったカルーセル麻紀が自身の舞台上で感極まり「喜和子ぉ!!」と絶叫しながら号泣した場面がワイドショー等で放送された。
- 志村けんの大ファンであり、その縁でTBS系『加トちゃんケンちゃんごきげんテレビ』に出演したほか、フジテレビ系『志村けんのだいじょうぶだぁ』ではコントにも挑戦。柄本明と共に常連ゲストとなり、亡くなった際には急遽番組で追悼企画が組まれ、1992年10月19日に放送された。
- 1970年代半ばには、大河ドラマ『風と雲と虹と』で共演した俳優の露口茂の名前を理想の男性として挙げていた[14]。

## 出演作品

### テレビドラマ
- 新・七色仮面（1960年、NET）
- ナショナルキッド（1960年、NET） - 小畑尚子
- ヘッドライト（日本テレビ / 東映）
  - 第1話「湖畔の疑惑」（1962年）
  - 第13話「母と子」（1962年）
- バラの花は真赤（1966年、NHK総合）
- 泣いてたまるか 第10話「東京よいとこ」（1968年、TBS）
- 積木の箱（1968年、毎日放送）
- お庭番 第21話・第22話「忍び化粧（前編・後編）」（1968年、日本テレビ）
- 仇討ち 第10話「果てしなき復讐」（1968年、TBS）
- 五番目の刑事 第2話「けだもの狩り」（1969年、NET）
- ふりかえった娘（1969年、日本テレビ）
- 若い恋人たち（1969年、フジテレビ）
- 夫婦不連続線（1969年、NHK総合）
- 鬼平犯科帳 (松本幸四郎) 第1シリーズ 第14話「お雪の乳房」（1970年、NET / 東宝） - お雪
- 二人の刑事 第16話（1970年、NHK総合）
- 銀心中（1970年、東京12チャンネル）
- 潮風の女（1970年、NHK総合）
- たそがれよとまれ（1970年、NHK総合）
- みだれ扇（1970年、フジテレビ）
- 七人みさき（1970年、NHK総合）
- 求む人間（1970年、NHK総合）
- こがらし えれじい（1970年、NHK総合）
- 大河ドラマ（NHK総合）
  - 春の坂道（1971年） - おくに
  - 国盗り物語（1973年） - 寧々
  - 風と雲と虹と（1976年） - 武蔵
- 天下御免（1971年、NHK総合）
- 忘れないでくれ（1971年、TBS）
- 幻化（1971年、NHK総合）
- 人生劇場（1971年、NET）
- くれてやった亭主（1972年、中部日本放送）
- ただいま浪人（1972年、フジテレビ）
- 忍法かげろう斬り（1972年、東映 / 関西テレビ） - 朱鷺（とき）
- おらんだ左近事件帖 第20話「病める麦」（1972年、東宝 / フジテレビ） - おみね
- 太陽にほえろ! 第11話「愛すればこそ」（1972年、東宝 / 日本テレビ） - 小池由起子
- ジキルとハイド 第8話「ある目覚め」（1973年、東宝 / フジテレビ） - めぐみ
- 木枯し紋次郎 第2シリーズ 第13話「怨念坂を蛍が越えた」（1973年、C.A.L / フジテレビ） - お六
- 子連れ狼（ユニオン映画 / 日本テレビ）
  - 第1部 第1話「子貸し腕貸しつかまつる」（1973年） - お浜
  - 第2部 第3話「柳生草術五車」（1974年） - おしな
- 追跡 第3話「黒い天使」（1973年、C.A.L / 関西テレビ）
- 非情のライセンス 第1シリーズ 第37話「兇悪のビーナス」（1973年、東映 / NET） - 左近竜子
- 後妻の泣きどころ（1973年6月30日） - 西村定子
- あしたは天気?（1973年、日本テレビ）
- 土曜日の女シリーズ 天使が消えていく（1973年、日本テレビ） - 神崎志保
- 唖侍鬼一法眼 第2話「くちなしの子守唄」（1973年、勝プロ / 日本テレビ） - おさよ
- 座頭市物語 第4話「縛られ観音ゆきづり旅」（1974年、勝プロ / フジテレビ） - お駒
- 求婚旅行（1974年4月、日本テレビ）
- 土曜ドラマ（NHK総合）
  - 松本清張シリーズ・依頼人（1977年） - 佐伯伊佐子
  - わが青春のブルース（1981年） - のり子
- ナショナルゴールデン劇場 / 渡された場面（1978年、東映 / テレビ朝日） - 真野信子
- 土曜ワイド劇場（テレビ朝日）
  - 青春の荒野（1978年）
  - 欲望の海峡（1980年、朝日放送）
- 横溝正史シリーズII / 黒猫亭事件（1978年、毎日放送） - 糸島繁
- 白い巨塔（1978年 - 1979年、フジテレビ） - 花森ケイ子
- 新・座頭市 第3シリーズ 第24話「おてんとさん」（1979年、勝プロ / フジテレビ） - おりん
- 紅い花なら（1980年、毎日放送）
- わが青春のブルース（1981年、NHK総合）[15]
- 時代劇スペシャル / 薩摩飛脚（1982年、フジテレビ） - お才
- 月曜ワイド劇場 / 悪女の手記（1982年、テレビ朝日） - 河合喬子
- 心中宵庚申（1984年10月6日、NHK総合） - お千代[16] ※秋元松代が脚本を引き受ける条件は、唯一、太地喜和子を起用することだった[17]。
- おさんの恋（1985年10月12日、NHK総合） - おさん ※第23回ギャラクシー賞選奨[18][19]
- 但馬屋のお夏（1986年、NHK総合） - お夏 ※第24回ギャラクシー賞奨励賞[20][21]
- ドラマ女の四季 / 温泉仲居物語9・10（1987年、テレビ東京） - 春江
- 女性作家サスペンス / 蔵の中（1988年、松竹 / 関西テレビ）

### 映画
- 二人だけの太陽（1961年、東映） - 今井節子
- 東京新撰組（1961年、ニュー東映） - 鈴子
- 皮ジャン・ブルース（1961年、ニュー東映） - 礼子
- 悪魔の手毬唄（1961年、東映） - 仁礼里子
- 民謡の旅・桜島 おてもやん（1962年、東映） - おたね
- 愉快な仲間（1962年、ニュー東映）- 八重
- まぼろし天狗（1962年、東映） - お澄
- ひばりの母恋いギター（1962年、東映） - 志村百合
- 鉄火若衆（1962年、東映） - お弘
- 白い熱球（1963年、東映） - 若山ミドリ子
- 情炎（1967年、松竹）
- 花を喰う蟲（1967年、日活） - 青木奈美
- 藪の中の黒猫（1968年、東宝） - 嫁
- 弾痕（1969年、東宝） - 有村沙織
- ひとりっ子（1969年、新星映画） - 染谷佳子
- 触角（1970年、東宝） - 八重
- 無頼漢（1970年、東宝） - 浪路
- 君が若者なら（1970年、松竹） - 井上朱美
- やくざ絶唱（1970年、大映） - 本田可奈江
- 裸の十九才（1970年、東宝）
- コント55号とミーコの絶体絶命（1971年、松竹） - 田所桃代
- 顔役（1971年、ダイニチ映配） - 滝川真由美
- 人間標的（1971年、松竹） - おかつ
- 告白的女優論（1971年、ATG） - リエ
- 日本一のショック男（1971年、東宝） - よし江
- 新座頭市物語 折れた杖（1972年、東宝） - 錦木
- 喜劇 泥棒大家族 天下を盗る（1972年、東宝） - 横川春子
- 花と竜 青雲篇・愛憎篇・怒濤篇（1973年、松竹） - 光子
- 喜劇 男の泣きどころ（1973年、松竹） - 根本とめ
- 喜劇 男の腕だめし（1974年、松竹） - 緋桜お駒
- 悪名 縄張荒らし（1974年、東宝） - お照
- 狼よ落日を斬れ 風雲篇・激情篇・怒濤篇（1974年、松竹） - お秀
- 喜劇 女の泣きどころ（1975年、松竹） - 春風駒太夫
- 資金源強奪（1975年、東映） - 一宮静子
- 男はつらいよ 寅次郎夕焼け小焼け（1976年、松竹） - 芸者ぼたん
- 獄門島（1977年、東宝） - 巴
- 新宿馬鹿物語（1977年、松竹） - 邦子
- 皇帝のいない八月（1978年、松竹） - 中上彩子
- 火まつり（1985年、シネセゾン） - 基視子
- 父（1988年、松竹） - 日暮八重

### ラジオドラマ
- 日本沈没（1973年 - 1974年、毎日放送制作 / NRN系列） - 阿部玲子

### CM
- カゴメ『カゴメトマトジュース』「太地喜和子」（1975年） - 第15回 ACC CM FESTIVAL テレビフィルムCM部門秀作賞[22]
- 富士重工業『スバル・レオーネ』・NEWレオーネハードトップ（1978年）
- ロート製薬『パンシロンG』（1979年）※佐々木信也と共演。
- 日清食品『ほんうどん』（1982年）
- サントリー『オールド』
- マルキン醤油『しぼりたて生しょうゆ』（1991年）
- 朝日新聞社『朝日新聞』（1991年）※蟹江敬三と夫婦の設定で共演。キャッチコピーは「ご愛読ありがとうございます。朝日新聞です。」。
- 大関酒造『大関』 ※田宮二郎と共演。キャッチコピーは「酒は大関、心意気」。
- 仙台秋保温泉ホテル瑞鳳 ※死去時まで放送。

### その他
- 走れ!山笠（1979年）※九州朝日放送制作の博多祇園山笠最後日の行事「追い山」の生中継開始第1回目のゲストとして出演。

### 舞台
1968年
- タンゴ
- 美しきものの伝説（宮本研作）

1969年
- 握手・握手・握手（飯沢匡作）
- 阿Q外伝（宮本研作）

1970年
- 冬の花（小山祐士作）
- あわれ彼女は娼婦

1972年
- ロミオとジュリエット
- 飢餓海峡

1973年
- 桜ふぶき日本の心中（宮本研作）

1974年
- 越後つついし親不知
- 藪原検校

1975年
- たいこどんどん
- 五番町夕霧楼

1976年
- 夢・桃中軒雲右衛門の（宮本研作）
- ハムレット

1977年
- 華々しき一族

1978年
- 東海道おらんだ怪談（宮本研作）

1979年
- 近松心中物語
- 地獄のオルフェ
- 丸山蘭水楼の遊女たち（井上光晴原作）

1980年
- 元禄港歌（秋元松代作）
- 欲望という名の電車
- 雁の寺

1982年
- おりき（久保田万太郎作）
- 新編吾輩は猫である（宮本研作）
- 楡の木陰の欲望（ユージン・オニール作）

1984年
- ジェルソミーナ（フェデリコ・フェリーニ監督の映画「道」を原作としながら、主人公は映画版のヒロインであったジェルソミーナに変更されている。）

1985年
- 恋衣黙阿弥草紙　鬼あざみ（田中喜三作）

1986年
- リアルシング（トム・ストッパード作）

1987年
- 華岡青洲の妻
- 遊女夕霧（川口松太郎作）

1988年
- 仮名手本忠臣蔵（蜷川幸雄演出）

1989年
- 黙阿弥草紙　闇の華（田中喜三脚本）
- 藤十郎とお梶（菊池寛原作）

1990年
- 俊寛（斎藤憐脚本、市川猿之助演出）
- 出雲の阿国（石川耕士脚本）

1991年
- 山ほととぎすほしいまま（秋元松代作）－杉田久女
- 蔦屋夢草子ー幻の華（中川寿夫脚色演出）

1992年
- 唐人お吉ものがたり（山本有三作）[23]

？
- 好色一代女
- 沢氏の二人娘

## 書籍・参考文献
- 欲望という名の女優 太地喜和子 - 長田渚左（角川文庫）ISBN 4043425015
- フォーカスな人たち - 井田真木子（新潮文庫）ISBN 4101259313
- 太地喜和子伝説 - 大下英治（河出書房新社）ISBN 4309013325

## 太地喜和子を演じた女優
- ソニン（女の一代記シリーズ）
- 岩崎ひろみ（もう一度逢いたい！日本人が愛した女優伝説）（テレビ東京）